# Dakrua
 Dakrua es una banda musical proveniente de Italia de género Metal gótico.

## Historia
Dakrua se formó en Milán en septiembre de 1995 bajo el nombre de Opera Omnia, por obra de dos primos Alessandro Good (guitarra) y David Sangiovanni (batería), con Alexander Vannicelli (guitarra). Después de varios cambios en su formación, el proyecto infantil registra el ingreso de William Quattrone en bajo y voz, en abril de 1996. La reunión de los tres músicos nacidos sonido característico de la banda, que también cambia su nombre a Dakrua (del griego lágrimas ) para simbolizar una síntesis entre la actitud y la melancolía penetrante, pero al mismo tiempo, sin embargo, empató a los colores y atmósferas, Mediterráneo.

## Discografía
- 1999 — Inner Wastelands
- 2002 — Shifting Realities

## Integrantes
- Eva Rondinelli - voz
- William Quattrone - Voz y Bajo
- Alessandro Buono - Guitarra
- Marco Lo Cascio - Teclado
- Davide Sangiovanni - Batería[2]